# Österreichisches Abendblatt
Das Österreichische Abendblatt war eine österreichische Tageszeitung, die zwischen 4. April 1933 und 20. September 1933 erschienen ist. Die Zeitung wurde werktäglich in Wien veröffentlicht. Verlegt wurde das Österreichische Abendblatt von dem Vaterländischen Preßverein. Die Redaktion leitete Alfred Kinast, ab 2. August 1933 übernahm Willy Marx diese Aufgabe. Mit dem Druck des Österreichischen Abendblattes wurde bis 21. Juni 1933 die Buch-, Kunst- und Zeitungsdruckerei Albrecht Dürer beauftragt, danach war die Universitäts-Buchdruckerei Rudolf Hanel zuständig.
Vom 5. April bis zum 21. Juni 1933 erschien das Österreichische Abendblatt als Abendausgabe zum Wiener Mittagsblatt. Von 1. September bis 20. September 1933 erschien es als Abendausgabe zum Österreichischen Morgenblatt. Nachfolger, des im September 1933 eingestellten Österreichischen Abendblattes war die Österreichische Abendzeitung.